# 大卫·戈德费因
大卫·李·戈德费因 （英語：David Lee Goldfein，1959年12月21日—），美国空军上将，现任美国空军参谋长，曾任空军第一副参谋长、联合参谋部主任、美国中央空军司令等职，2016年7月1日，戈德費因接替馬克·威爾什三世成為新任美國空軍參謀長。戈德费因上将成为继诺顿·施瓦茨上将之后又一位犹太人空军参谋长。

## 早年
大卫·戈德费因的祖父约瑟夫·威廉·戈德费因是美国海军的一名二级副水手长，曾参与第一次世界大战，父亲威廉·“戈迪”·戈德费因是美国空军的一名上校，曾参与越南战争，哥哥斯蒂芬·戈德费因空军少将在美国空军服役30年，曾任美国参谋长联席会议参谋部主任。

## 参战经历

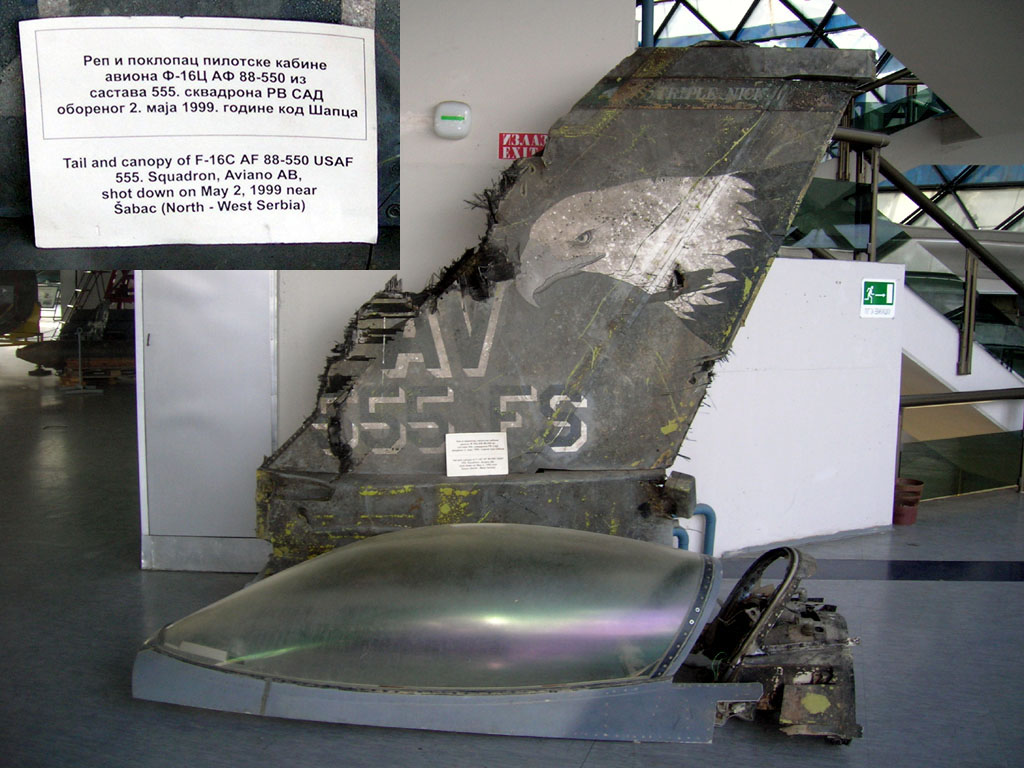
贝尔格莱德航空博物馆收藏的被击落的戈德费因驾驶的战机机尾

戈德费因上将曾驾机在海湾战争、1995年北约轰炸波黑等战争中参战，1999年，时为中校的戈德费因担任第555战机中队中队长，带领中队参加北约轰炸南斯拉夫军事行动，5月2日，执行飞行任务时，戈德费因驾驶的F-16在西塞尔维亚被南斯拉夫联盟共和国空军发射的SA-3防空导弹击落，他成功跳伞，并很快被北约直升机营救。

## 履历表
| 序号 | 起始       | 终止       | 军衔 | 职务                                            | 服役地点                          |
| ---- | ---------- | ---------- | ---- | ----------------------------------------------- | --------------------------------- |
| 1    | 1983年10月 | 1984年10月 |      | 毕业生飞行训练                                  | 德克萨斯州，谢帕德空军基地        |
| 2    | 1984年3月  | 1988年2月  |      | 第90飞行训练中队，教练机飞行员                  | 德克萨斯州，谢帕德空军基地        |
| 3    | 1988年2月  | 1992年1月  |      | 第17战术战斗机中队，教练飞行员，小队长          | 南卡罗莱纳州，肖空军基地          |
| 4    | 1992年1月  | 1992年6月  |      | 空军战斗机武器教员课程，学习                    | 内布拉斯加州，内利斯空军基地      |
| 5    | 1992年6月  | 1994年7月  |      | 第366混成联队，中队武器参谋，联队武器与战术科长 | 爱达荷州，蒙廷霍姆空军基地        |
| 6    | 1994年7月  | 1995年6月  |      | 空军指挥与参谋学院，学习                        | 阿拉巴马州，麦克斯韦-甘特空军基地 |
| 7    | 1995年6月  | 1996年5月  |      | 第十六航空军，联军南欧空军，司令行政参谋        | 意大利，那不勒斯                  |
| 8    | 1996年5月  | 1997年8月  |      | 美国驻欧空军，司令行政参谋                      | 德国，拉姆施泰因空军基地          |
| 9    | 1997年8月  | 1998年6月  |      | 第555战机中队，作战参谋                         | 意大利，阿维亚诺空军基地          |
| 10   | 1998年6月  | 2000年7月  |      | 第555战机中队，中队长                           | 意大利，阿维亚诺空军基地          |
| 11   | 2000年7月  | 2001年6月  |      | 美国国务部高级研讨会，国防研究院，学生          | 弗吉尼亚州，阿林顿                |
| 12   | 2001年7月  | 2002年7月  |      | 空军总部，战斗部队副处长                        | 华盛顿特区，五角大楼              |
| 13   | 2002年8月  | 2004年7月  |      | 第366混成联队，作战大队，大队长                 | 爱达荷州，蒙廷霍姆空军基地        |
| 14   | 2004年7月  | 2006年6月  |      | 第52战机联队，联队长                            | 德国，施庞达莱姆空军基地          |
| 15   | 2006年6月  | 2008年1月  |      | 第49战机联队，联队长                            | 新墨西哥州，霍洛曼空军基地        |
| 16   | 2008年1月  | 2009年8月  |      | 空军参谋部，副参谋长戰略計畫項目室项目副主任    | 华盛顿特区，五角大楼              |
| 17   | 2009年8月  | 2011年8月  |      | 美国空军空战司令部，作战主管                    | 弗尼吉亚州，兰利-欧内斯特联合基地 |
| 18   | 2011年8月  | 2013年7月  |      | 美国中央空军司令                                | 西南亚                            |
| 19   | 2013年8月  | 2015年8月  |      | 美国参谋长联席会议参谋部主任                    | 华盛顿特区，五角大楼              |
| 20   | 2015年8月  | 2016年7月  |      | 美国空军副参谋长                                | 华盛顿特区，五角大楼              |
| 21   | 2016年7月  |            |      | 美国空军参谋长                                  | 华盛顿特区，五角大楼              |

## 荣誉

### 外国勋章奖章
- 澳大利亚官佐勋章（澳大利亚，2020年8月4日公布[3]）
- 旭日大绶章（日本，2021年4月29日公布[4]）

## 晋衔表
| 标志 | 军衔 | 日期          |
| ---- | ---- | ------------- |
|      | 上将 | 2015年8月17日 |
|      | 中将 | 2011年8月3日  |
|      | 少将 | 2010年7月3日  |
|      | 准将 | 2007年10月1日 |
|      | 上校 | 2001年4月1日  |
|      | 中校 | 1998年1月1日  |
|      | 少校 | 1994年11月1日 |
|      | 上尉 | 1987年6月1日  |
|      | 中尉 | 1985年6月1日  |
|      | 少尉 | 1983年6月1日  |